# Monasterio de Santa María de la Sierra
El monasterio de Santa María de la Sierra fue un cenobio del municipio español de Collado Hermoso, en la provincia de Segovia. En la actualidad quedan sus ruinas.

## Historia

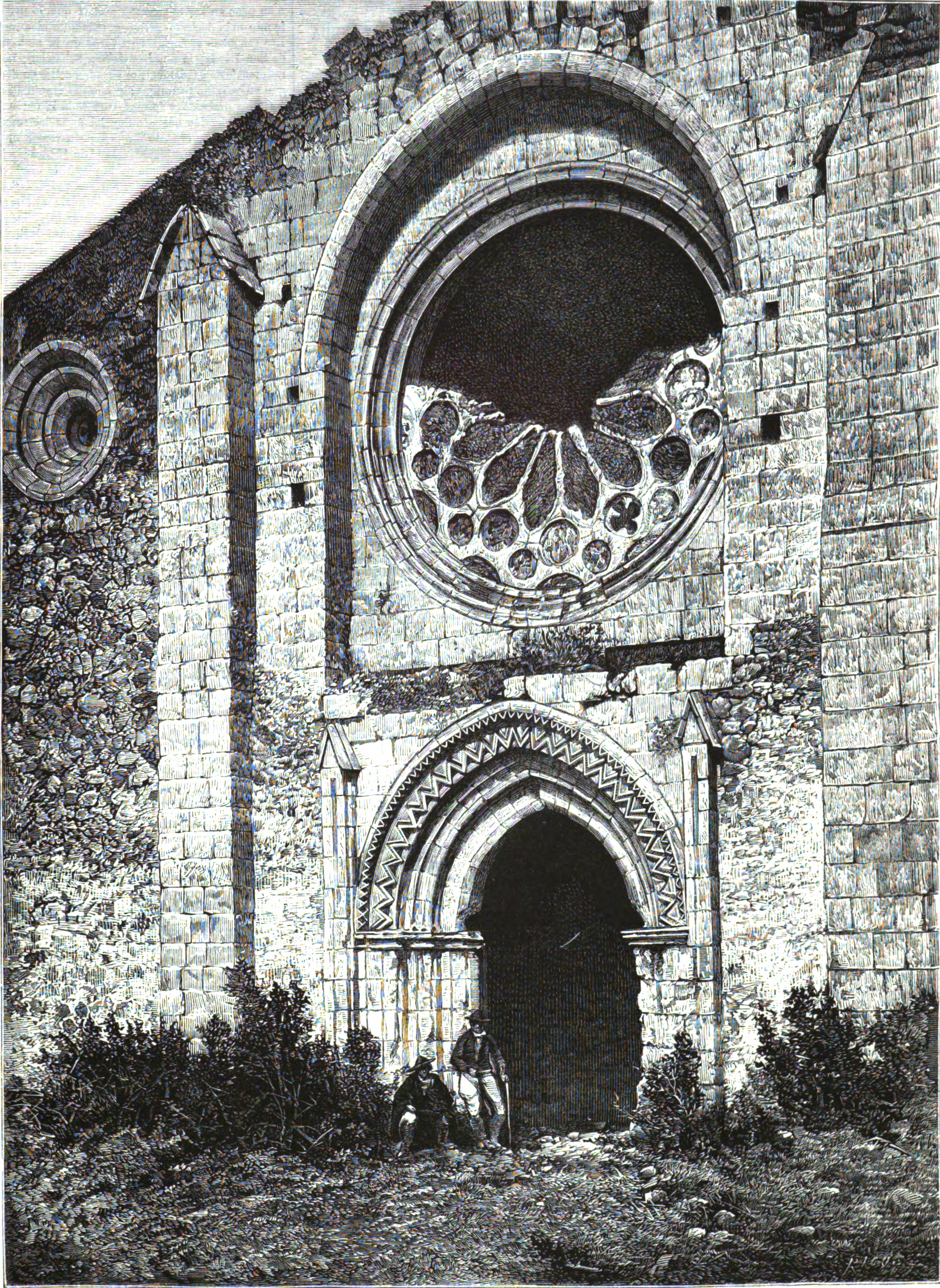
Ruinas del monasterio a mediados del

Los primeros registros conocidos son de 1127, cuando el rey Alfonso VII da una donación al abad Rodrigo y a los monjes de la Abadía de Sotos Albos los molinos y casas de un lugar llamado Viveros, en la hoy provincia de Madrid. En 1133, el obispo de Segovia, de origen francés, Pedro de Agén dona diversas heredades a la iglesia de Santa María y del Apóstol Santiago del monasterio y a los monjes benedictinos que en él habitan.
En el año 1219 hay constancia que ya había pasado a pertenecer a la Orden del Cister, y son de tipología cisterciense los restos de la construcción que todavía queda en pie, probablemente de la segunda década del siglo XIII y posterior, subsumiendo la estructura románica que habría anteriormente.
En 1470, el rey Enrique IV de Castilla se reúne allí con su hija doña Juana, para preparar sus posibles nupcias con Carlos, duque de Guyena, hermano del rey Luis XI de Francia. En 1498 pasa a depender de la abadía de Sacramenia, y en 1501 de la de Valbuena.
Su decadencia empezó en 1504, cuando pasó de ser monasterio a priorato de Nuestra Señora de la Sierra, dependiendo también de Sacramenia. Fue perdiendo monjes hasta que en el siglo XVIII dejaron de darse misas. Se estableció una granja para explotación silvícola y contaba con un molino y un horno de cocer ladrillos, disponiendo de documentos por los que éste se subastaría como parte de los bienes desamortizados en el siglo XIX. 
El monasterio, que perteneció primero a la Orden de San Benito y más tarde a la del Císter, fue declarado monumento histórico-artístico perteneciente al Tesoro Artístico Nacional el 3 de junio de 1931, durante la Segunda República, mediante un decreto publicado el día 4 de ese mismo mes en la Gaceta de Madrid, con la rúbrica del presidente del Gobierno provisional de la República, Niceto Alcalá-Zamora, y el ministro de Educación Pública y Bellas Artes, Marcelino Domingo y Sanjuán. En la actualidad cuenta con el estatus de Bien de Interés Cultural.

## Descripción

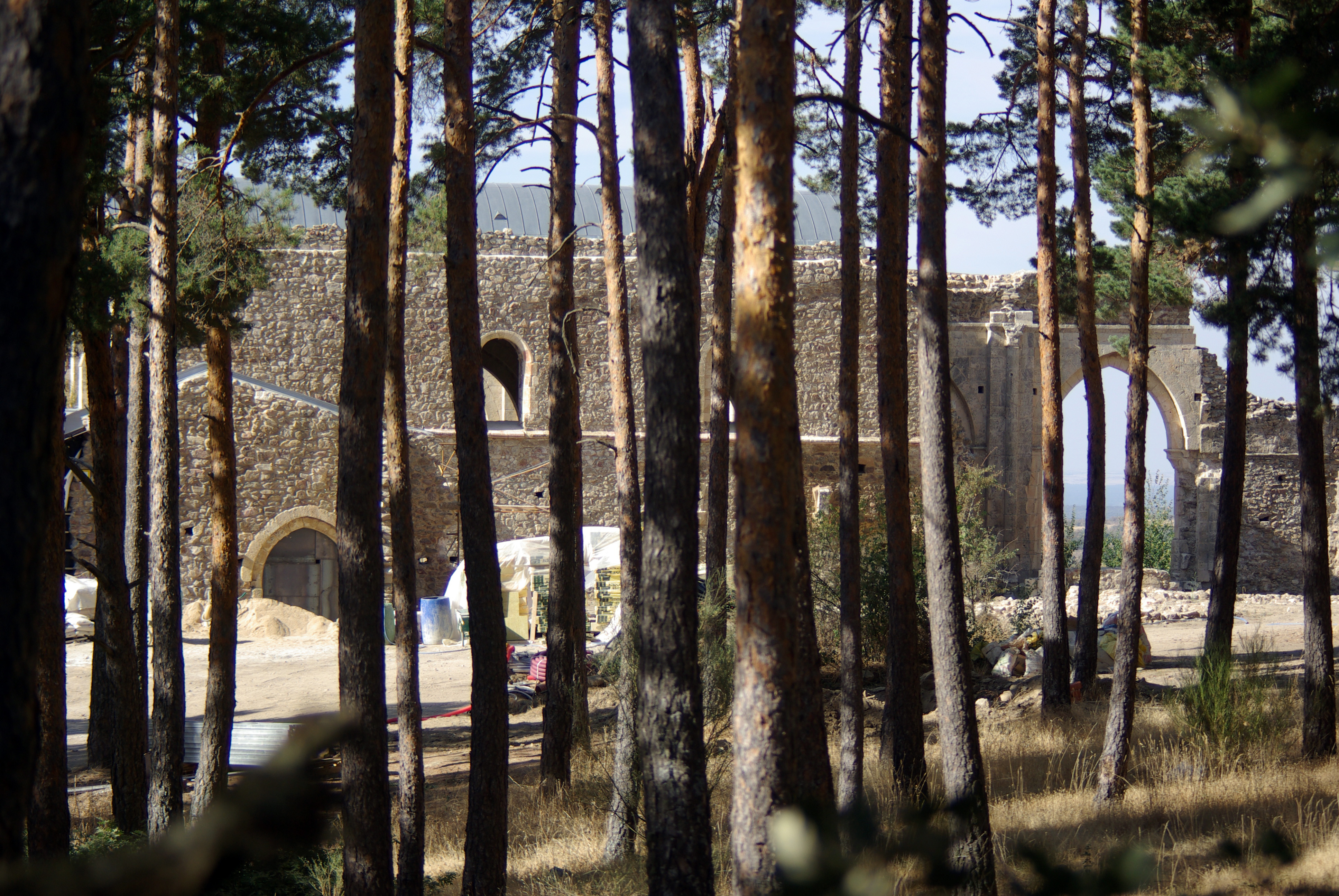
Ruinas del monasterio cisterciense.

Se conservan las ruinas de la iglesia cisterciense, de tres naves sin crucero, divididas en cinco tramos. En la fachada occidental, en pie, destaca la portada con tres arquivoltas apuntadas con dientes de sierra y puntas de diamante y por encima un rosetón al aire y ventanas circulares en los lados. En los primeros tramos de la nave pueden observarse capiteles de temática animal de tradición románica como en otras iglesias románicas de la zona y según se va avanzando ahacia los pies, los capiteles son de tipo vegetal estilizado.
La escultura románica de la Virgen de la Sierra del siglo XIII, que estaba situada en el altar de la iglesia del monasterio, se conserva en la actualidad en la parroquia de Sotosalbos. Esta imagen era venerada como abogada de los caminantes.